# کیم کی-دوک
کیم کی-دوک (کره‌ای: 김기덕 [kimɡidʌk]؛ ۲۰ دسامبر ۱۹۶۰ – ۱۱ دسامبر ۲۰۲۰) کارگردان و فیلم‌نامه‌نویس اهل کره جنوبی بود. او از نسل اول کارگردان‌های موج نوی سینمای کره جنوبی بود.
او برای خانه خالی شیر نقره‌ای بهترین کارگردانی و برای پیتا شیر طلایی بهترین فیلم جشنواره فیلم ونیز را کسب کرد. او با دختر سامری توانست خرس نقره‌ای بهترین کارگردانی جشنواره بین‌المللی فیلم برلین را به دست آورد. او همچنین با مستند آریرانگ توانست جایزه نوعی نگاه جشنواره کن را کسب کند.

## زندگی‌نامه
کیم کی دوک در ۲۰ دسامبر ۱۹۶۰ در جئونسانگبوک-دو کره جنوبی به دنیا آمد. کودکی‌اش را در یک روستای کوهستانی دورافتاده گذراند. سال ۱۹۶۹ روستای زادگاهش را برای تحصیل ترک کرد و به سئول رفت. در هفده سالگی مجبور شد مدرسه آموزش کشاورزی را ترک کند و در چند کارخانه مشغول به کار شد.
سه سال بعد، برای پنج سال به نیروی مسلح دریایی ملحق شد. وقتی از آنجا بیرون آمد عمیقاً تغییر کرده بود و بعد از آن دو سال در یک کلیسا برای واعظ شدن به سر برد.
او به نقاشی علاقه‌مند شد و برای یادگیری نقاشی به یک مدرسه هنرهای زیبا در پاریس رفت. او وقتی در سال ۱۹۹۳ به کره بازگشت، به سینما علاقه‌مند شده بود و فیلمنامه‌نویسی را آغاز کرد. اولین فیلمنامه‌اش مورد توجه قرار گرفت و جایزهٔ انجمن فیلم‌نامه‌نویسان را دریافت کرد.
در سال ۱۹۹۶ کارگردانی را شروع کرد و اولین فیلمش را با نام کروکودیل با الهام از زندگی خود ساخت.

### درگذشت
وی در تاریخ ۱۱ دسامبر ۲۰۲۰ در حالی که در کشور لتونی به سر می‌برد، بر اثر ابتلا به بیماری کووید-۱۹ جان خود را از دست داد. او پیش از درگذشتش، در جریان افشاگری‌های جنبش من هم متهم به آزار جنسی دو بازیگر زن شد.

## فیلم‌شناسی
| سال  | نام فیلم                             | نویسنده | کارگردان | تهیه‌کننده | بازیگر | توضیحات و جوایز                                       |
| ---- | ------------------------------------ | ------- | -------- | --------- | ------ | ----------------------------------------------------- |
| ۱۹۹۶ | کروکودیل                             | Yes     | Yes      |           |        |                                                       |
| ۱۹۹۷ | حیوانات وحشی                         | Yes     | Yes      |           |        |                                                       |
| ۱۹۹۸ | مسافرخانه بریدکیج                    | Yes     | Yes      |           |        |                                                       |
| ۲۰۰۰ | جزیره                                | Yes     | Yes      |           |        |                                                       |
| ۲۰۰۰ | داستان واقعی                         | Yes     | Yes      |           |        |                                                       |
| ۲۰۰۱ | آدرس نامعلوم                         | Yes     | Yes      |           |        |                                                       |
| ۲۰۰۱ | پسر بد                               | Yes     | Yes      |           |        |                                                       |
| ۲۰۰۲ | گارد ساحلی                           | Yes     | Yes      |           |        |                                                       |
| ۲۰۰۳ | بهار، تابستان، پاییز، زمستان… و بهار | Yes     | Yes      |           | Yes    |                                                       |
| ۲۰۰۴ | دختر سامری                           | Yes     | Yes      | Yes       |        |                                                       |
| ۲۰۰۴ | خانهٔ خالی                            | Yes     | Yes      | Yes       |        |                                                       |
| ۲۰۰۵ | کمان                                 | Yes     | Yes      | Yes       |        |                                                       |
| ۲۰۰۶ | زمان                                 | Yes     | Yes      |           |        |                                                       |
| ۲۰۰۷ | نفس                                  | Yes     | Yes      |           | Yes    |                                                       |
| ۲۰۰۸ | رویا                                 | Yes     | Yes      |           |        |                                                       |
| ۲۰۰۸ | زیبا                                 | Yes     |          | Yes       |        | به کارگردانی جون جای-هونگ                             |
| ۲۰۰۸ | زخم عمیق                             | Yes     |          | Yes       |        | به کارگردانی جانگ هون                                 |
| ۲۰۱۰ | سایه مرگ                             | Yes     |          |           |        | به کارگردانی جانگ هون و بر اساس داستانی از کیم کی دوک |
| ۲۰۱۱ | آریرانگ                              | Yes     | Yes      | Yes       | Yes    |                                                       |
| ۲۰۱۱ | آمین                                 | Yes     | Yes      | Yes       | Yes    |                                                       |
| ۲۰۱۱ | پونگسان                              | Yes     |          | Yes       |        | به کارگردانی جون جای-هونگ                             |
| ۲۰۱۲ | پیتا                                 | Yes     | Yes      | Yes       |        |                                                       |
| ۲۰۱۳ | موبیوس                               | Yes     | Yes      |           |        |                                                       |
| ۲۰۱۳ | بازی خشن                             | Yes     |          | Yes       |        | به کارگردانی شین یئون شیک و بازیگری لی جون            |
| ۲۰۱۳ | خانواده سرخ                          | Yes     |          | Yes       |        | به کارگردانی لی جو هیونگ                              |
| ۲۰۱۴ | یک به یک                             | Yes     | Yes      | Yes       |        |                                                       |
| ۲۰۱۴ | موهبت الهی                           | Yes     |          | Yes       |        | به کارگردانی سی هیون مون                              |
| ۲۰۱۴ | ساخت چین                             | Yes     |          | Yes       |        | به کارگردانی کیم دونگ هو                              |
| ۲۰۱۵ | ایست                                 | Yes     | Yes      | Yes       |        |                                                       |
| ۲۰۱۶ | تور                                  | Yes     | Yes      |           |        |                                                       |
| ۲۰۱۷ | بیل مکانیکی                          | Yes     |          | Yes       |        | به کارگردانی لی جو هیونگ                              |
| ۲۰۱۸ | انسان، فضا، زمان و انسان             | Yes     | Yes      | Yes       |        |                                                       |
| ۲۰۱۹ | دیزالو                               | Yes     | Yes      |           |        |                                                       |
| ۲۰۲۲ | ندای خدا                             | Yes     | Yes      |           |        |                                                       |

## جوایز بین‌المللی

### جوایز در جشنواره‌های بین‌المللی
| سال  | جشنواره            | بخش              | نام فیلم   | نتیجه | جایزه      | منبع  |
| ---- | ------------------ | ---------------- | ---------- | ----- | ---------- | ----- |
| ۲۰۰۴ | جشنواره فیلم برلین | بهترین کارگردانی | دختر سامری | برنده | خرس نقره‌ای | [ ۶ ] |
| ۲۰۰۴ | جشنواره فیلم ونیز  | بهترین کارگردانی | خانه خالی  | برنده | شیر نقره‌ای |       |
| ۲۰۱۱ | جشنواره فیلم کن    | جایزه نوعی نگاه  | آریرانگ    | برنده |            |       |
| ۲۰۱۲ | جشنواره فیلم ونیز  | بهترین فیلم      | پیتا       | برنده | شیر طلایی  |       |

### نامزدی در جشنواره‌های بین‌المللی
| سال  | جشنواره            | بخش             | نام فیلم     | نتیجه    | جایزه     | منبع |
| ---- | ------------------ | --------------- | ------------ | -------- | --------- | ---- |
| ۲۰۰۰ | جشنواره فیلم ونیز  | بهترین فیلم     | جزیره        | نامزدشده | شیر طلایی |      |
| ۲۰۰۱ | جشنواره فیلم ونیز  | بهترین فیلم     | آدرس نامعلوم | نامزدشده | شیر طلایی |      |
| ۲۰۰۲ | جشنواره فیلم برلین | بهترین فیلم     | پسر بد       | نامزدشده | خرس طلایی |      |
| ۲۰۰۴ | جشنواره فیلم برلین | بهترین فیلم     | دختر سامری   | نامزدشده | خرس طلایی |      |
| ۲۰۰۴ | جشنواره فیلم ونیز  | بهترین فیلم     | خانه خالی    | نامزدشده | شیر طلایی |      |
| ۲۰۰۵ | جشنواره فیلم کن    | جایزه نوعی نگاه | کمان         | نامزدشده |           |      |
| ۲۰۰۷ | جشنواره فیلم کن    | بهترین فیلم     | نفس          | نامزدشده | نخل طلا   |      |

### حضور در جوایز اسکار
| سال  | دوره                            | بخش                                     | فیلم                                 | نتیجه       | منبع |
| ---- | ------------------------------- | --------------------------------------- | ------------------------------------ | ----------- | ---- |
| ۲۰۰۴ | هفتاد و ششمین دوره جوایز اسکار  | نماینده کره جنوبی در بخش فیلم بین‌المللی | بهار، تابستان، پاییز، زمستان… و بهار | پذیرفته نشد |      |
| ۲۰۱۳ | هشتاد و پنجمین دوره جوایز اسکار | نماینده کره جنوبی در بخش فیلم بین‌المللی | پیتا                                 | پذیرفته نشد |      |

## بازخورد در ایران
کیم کی دوک از جمله کارگردان‌هایی است که آثار او در ایران مورد توجه قرار گرفته شده‌است.
- در سال ۱۳۹۸ کتابی با عنوان عشق در سینما: خانهٔ خالی به تألیف صالح نجفی از پژوهشگران حوزه فلسفه و هنر توسط انتشارات لگا منتشر شد. این کتاب به تحلیلی موشکافانه دربارهٔ فیلم خانه خالی پرداخته‌است.[۷]
- فیلم بهار، تابستان، پاییز، زمستان… و بهار در مرداد ۱۳۸۵ در قالب برنامه سینما و ماورا از شبکه چهار صدا و سیمای جمهوری اسلامی ایران پخش شد. حسن بلخاری در این برنامه به نقد و تحلیل این فیلم پرداخت.[۸] در دی ۱۳۹۳ نیز این فیلم در میزگرد رادیو نمایش مورد بررسی قرار گرفت.[۹]
- در سال ۱۳۹۴ مقاله علمی-پژوهشی با عنوان «بررسی کارکرد هنرهای آیینی ذن در فیلم بهار، تابستان، پاییز، زمستان و دوباره بهار» در نشریه نامه، هنرهای نمایشی و موسیقی منتشر شد. طبق یافته‌های پژوهش، این فیلم برای بیان پرسش‌های تامل‌برانگیز در هستی‌شناسی و تعالی بخشیدن به هستی، از هنرهای آیینی در قالب استعاره، نماد و تشبیهات تصویری بهره می‌گیرد.[۱۰]
- در سال ۱۳۹۵ در کنفرانس دو سالانه جامعه و معماری معاصر مقاله علمی با عنوان «جایگاه هنر و معماری در سینمای معنا گرا» ارائه شد که با محوریت بررسی فیلم بهار، تابستان، پاییز، زمستان… و بهار بود. طبق یافته‌های پژوهش، این فیلم دارای محتوا و معماری فلسفی می‌باشد و آن را به مخاطب منتقل می‌کند.[۱۱]
- کیم کی-دوک با فیلم تور در بخش مسابقه سی و پنجمین جشنواره جهانی فیلم فجر حضور داشت. این جشنواره در اردیبهشت ۱۳۹۶ در تهران برگزار شد.[۱۲]